# Hans Rott

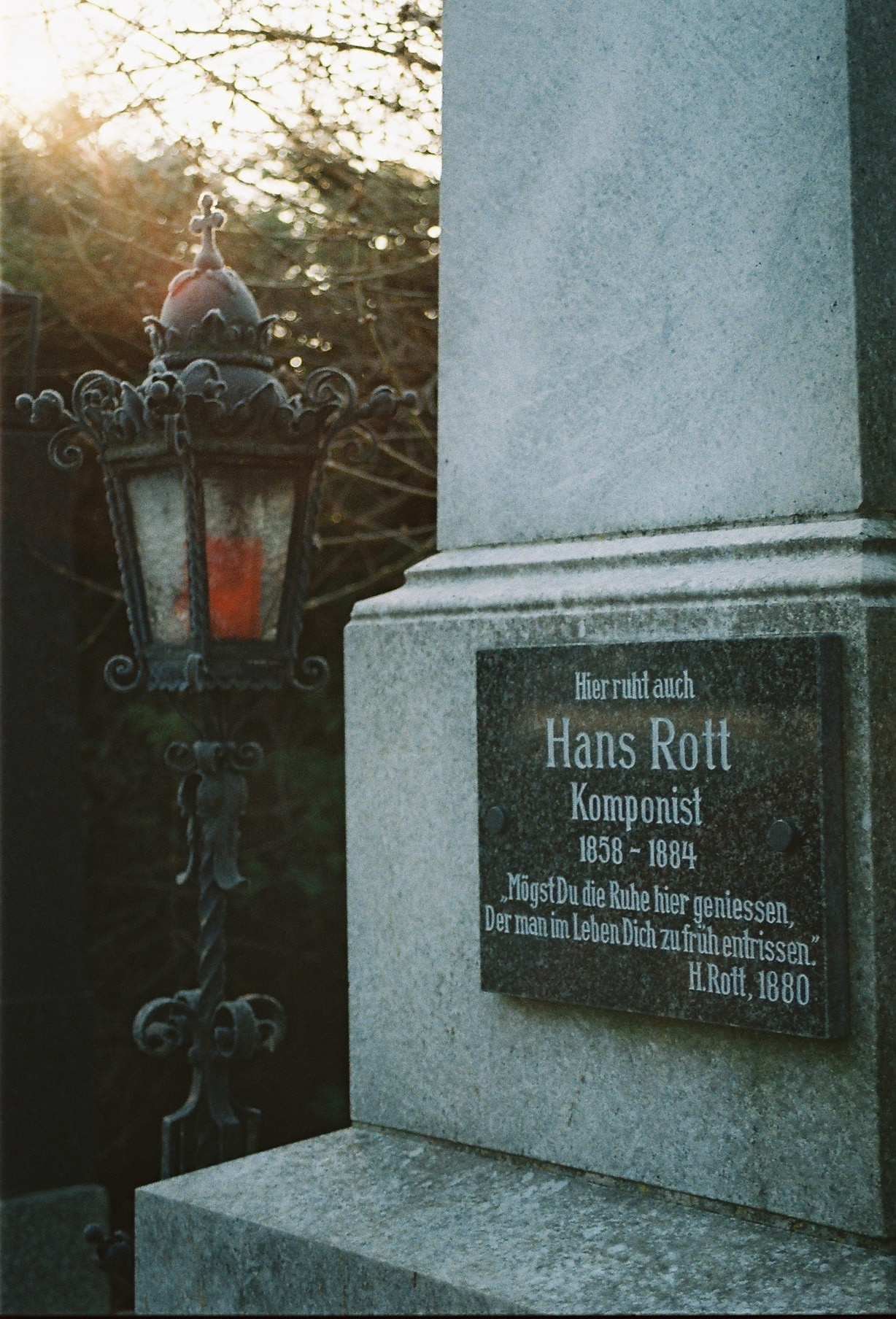
Gedenksteen van Hans Rott

Hans Rott, voluit Johann Nepomuk Karl Maria Rott (Braunhirschen/Rudolfsheim, 1 augustus 1858 - Wenen, 25 juni 1884) was een Oostenrijks componist. In zijn tijd kreeg hij veel waardering van Anton Bruckner en Gustav Mahler. Sinds het eind van de twintigste eeuw wordt hij erkend vanwege zijn invloed op Mahlers symfonisch werk. 
Rotts bekendste werk is zijn symfonie in E-majeur, die sinds haar herontdekking in 1989 wereldwijd een groeiende kring van bewonderaars vindt. Er werden meerdere cd-opnamen van gemaakt. Musicologen hebben vastgesteld dat Gustav Mahler zich bij het componeren van zijn eerste symfonieën door dit werk van Rott heeft laten beïnvloeden. Sindsdien hebben veel andere werken voor orkest, vocale werken en kamermuziek hun wereldpremière beleefd. Bijna al Rotts uitvoerbare composities zijn gepubliceerd.

## Biografie
Hans Rott werd geboren te Braunhirschen (een voorstad van Wenen) en was de buitenechtelijke zoon van de acteur Carl Mathias Rott (zijn echte naam was Roth) en de zangeres en actrice Maria Rosalia Lutz. Nadat zijn ouders getrouwd waren, wettigde zijn vader hem in 1863. Zijn vader raakte in 1874 door een ongeluk op het podium verlamd en moest zijn carrière opgeven. Hij stierf twee jaar later.
Ondanks zijn slechte financiële positie kon Hans Rott in 1874 toch worden toegelaten tot het conservatorium van Wenen. Men was zich van zijn kwaliteiten bewust; hij werd vrijgesteld van het betalen van collegegeld. Tot 1878 studeerde hij piano bij Leopold Landskron, orgel bij Anton Bruckner, harmonie bij Hermann Grädener en compositie bij Franz Krenn. Zijn medestudenten compositie waren onder anderen Mathilde Kralik, Gustav Mahler, Rudolf Krzyzanowski, Rudolf Pichler, Katharina House en Ernst Ludwig. Op 2 juli 1878 werd een concours gehouden, waar alle bovengenoemde studenten een prijs kregen, behalve Hans Rott, die het eerste gedeelte van zijn symfonie in E-groot had ingezonden. Rott beëindigde zijn studie compositie zonder diploma, maar zijn getuigschrift vermeldde dat hij zijn examens met groot succes had afgelegd. 
Van 1876 tot 1878 was Rott organist aan de Piaristenkerk "Maria Treu" in Wenen en kreeg onderdak in het Piaristenklooster. Hier ontstond een ontmoetingsplaats voor veel medestudenten en vrienden, onder wie Rudolf Krzyzanowski, Gustav Mahler, Hugo Wolf, de archeoloog Friedrich Löwy en de filoloog Joseph Seemüller.
In september 1880 presenteerde Rott zijn Symfonie in E-groot aan een commissie die zou beslissen of Rott de staatsbeurs zou krijgen waarvoor hij zich had aangemeld. Hij werd geconfronteerd met een harde afwijzing van alle juryleden (onder wie Brahms, Karl Goldmark en Eduard Hanslick), behalve Bruckner. Ook Hans Richter, dirigent van de Hofopera, wilde het stuk niet uitvoeren. Brahms deelde hem zelfs mee dat hij geen talent had en de muziek zou moeten opgeven. 
Rott werd beschuldigd van het stelen van boeken uit het klooster, waar hij als organist bijverdiende. Later, toen hij al aan waanzin ten prooi was gevallen, bleken de beschuldigingen onwaar. Er was in Oostenrijk voor hem geen toekomst meer. Hij week uit naar Mulhouse (van 1871 tot 1918  behorend tot het Duitse Keizerrijk), waar hij directeur van de koorvereniging Concordia kon worden. Tijdens de treinreis in oktober 1880 naar zijn nieuwe werkkring sloeg de reeds sluimerende waanzin toe. Hij richtte een pistool op een medereiziger om hem te verhinderen een sigaar aan te steken, omdat Brahms de wagon volgestopt zou hebben met dynamiet. 
Hierom werd Rott opgenomen in de psychiatrische kliniek van het ziekenhuis in Wenen en enkele maanden later overgebracht naar het provinciale krankzinnigengesticht van Neder-Oostenrijk. De diagnose was hallucinatoire en vervolgingswaanzin. Rott bleef componeren in de inrichting, maar later ontwikkelde hij een diepe depressie en vernietigde enkele van zijn composities. Na verschillende zelfmoordpogingen stierf hij uiteindelijk aan tuberculose op 25 juni 1884, nog geen 26 jaar oud.

## Oeuvre
Van Hans Rott zijn circa 90 werken bekend. Zijn oeuvre is gecatalogiseerd door Paul Banks en Leopold Nowak. 